# (648) Pippa
(648) Pippa es un asteroide perteneciente al cinturón exterior de asteroides descubierto el 11 de septiembre de 1907 por August Kopff desde el observatorio de Heidelberg-Königstuhl, Alemania.
Está nombrado por Pippa, un personaje del drama Und Pippa tanzt del escritor alemán Gerhart Hauptmann (1862-1946).